# Замок герцога Синяя Борода
«Замок герцога Синяя Борода» (венг. A kékszakállú herceg vára) — одноактная опера Белы Бартока на текст одноимённой пьесы Белы Балажа, op. 11 (Sz 48). Опера написана в 1911; первая редакция 1912, вторая редакция 1917. Премьера состоялась в Будапештской опере 24 мая 1918 года, дирижировал Эджисто Танго. Оригинал либретто на венгерском языке; изредка опера исполняется также в редакции на немецком языке.

## История создания

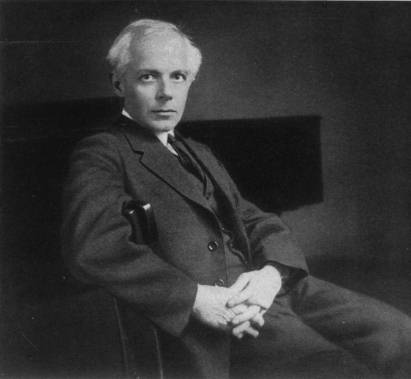
Бела Барток

В 1910 году венгерский драматург Б. Балаж написал одноактную драму-мистерию в стихах «Замок герцога Синяя Борода». По замыслу автора, пьеса была не только самостоятельным произведением, но и готовым оперным либретто для Золтана Кодая. Однако присутствовавший при чтении пьесы Бела Барток был настолько захвачен этим замыслом, что Балаж отдал этот текст ему.

## Действующие лица
| Партия            | Голос                     | Исполнитель на премьере 24 мая 1918 (Дирижёр: Эджисто Танго) |
| ----------------- | ------------------------- | ------------------------------------------------------------ |
| Пролог            | разговорная роль          |                                                              |
| Синяя борода      | бас или бас-баритон       | Оскар Кальман                                                |
| Юдифь             | сопрано или меццо-сопрано | Ольга Хазельбек                                              |
| Жёны Синей бороды | без пения                 |                                                              |

## Содержание

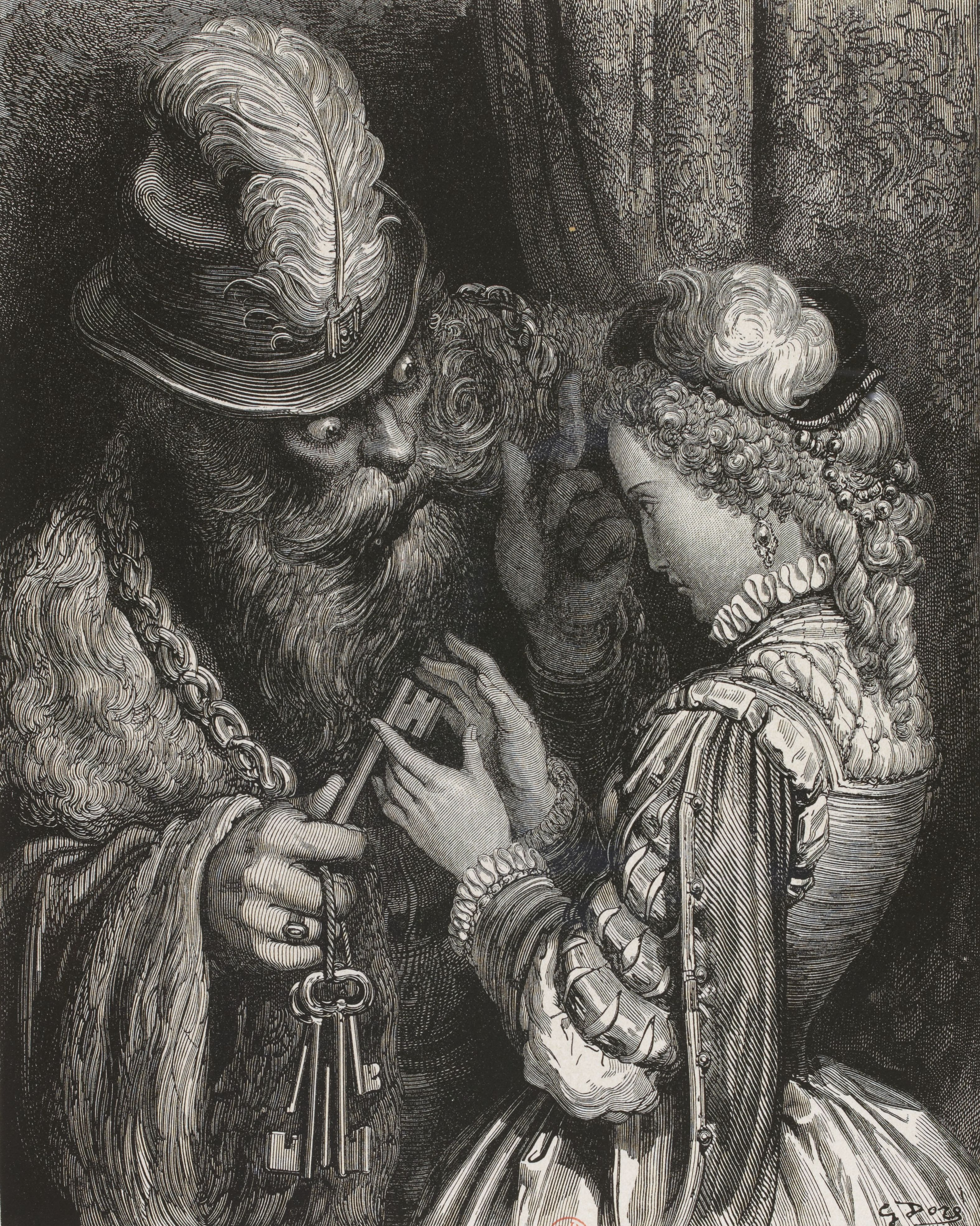
Иллюстрация Гюстава Доре к сказке Шарля Перро

Сюжет оперы заимствован из сказки Шарля Перро про Синюю бороду.
Действие происходит в замке герцога Синяя Борода.
Герцог Синяя Борода вводит любимую жену в неприветливый, мрачный зал своего замка. Юдифь бежала с ним, бросив ради него отца, мать, братьев и жениха. Её не удержало даже и то, что она слышала темные и страшные истории о таинственном замке герцога. Влюбленно ластится она к нему. В мрачном зале Юдифь видит семь железных дверей и хочет знать, что скрывается за ними. Она просит Синюю Бороду открыть двери, но герцог предостерегает её: пусть не ищет она замков, скрывающих тайны! Но в конце концов он уступает мольбам женщины и По очереди открывает перед ней двери. За первой дверью в кроваво-красном свете виднеется камера пыток, за второй — скрывается арсенал, за третьей дверью — сверкающие богатства, за четвертой — таится цветущий сад. За пятой дверью открывается вид на владения герцога. Мрачный зал становится все светлее, и Синяя Борода сулит все свои богатства, сады, землю Юдифи. Он просит лишь об одном: пусть она откажется от желания открыть две последние двери. Но по требованию Юдифи герцог открывает и шестую дверь. Женщина видит за ней неподвижное озеро слез. Теперь она спрашивает о предыдущих женах герцога и с беспокойным предчувствием смотрит на седьмую дверь, так как догадывается, что ответ скрывается за ней.
Обуреваемая гневом, она говорит: правдой были все слухи, немое озеро застыло от слез жен Синей Бороды, убитых им. Она требует седьмой ключ. Из седьмой двери в украшенных драгоценностями мантиях, коронах и с сиянием вокруг головы выходят три прежние жены Синей Бороды. Все свои богатства он получил от них:
Все мои богатства собрали они, Цветы мои поливали они, Они увеличивали мои владения, Все, все, все принадлежит им.
Теперь Синяя Борода обращается к Юдифи:
   На рассвете я нашел первую,
   На алом, ароматном прекрасном рассвете.
   Ей принадлежит каждый рассвет:
   Ей принадлежит красный прохладный палантин,
   Ей принадлежит серебряная корона.
   Вторую я нашел в полдень,
   В безмолвный жаркий, золотой полдень,
   Каждый полдень теперь принадлежит ей,
   Ей принадлежит тяжелый, огненный палантин,
   Ей принадлежит её золотая корона.
   Третью я нашел вечером,
   Мирным, томным, темным вечером.
   Ей принадлежит теперь каждый вечер,
   Ей принадлежит темный, грустный палантин,
   Ей принадлежит теперь каждый вечер.
Каждый рассвет, каждый полдень и каждый вечер принадлежит им. Юдифи герцог дарит ночь:
   Четвертую нашел я ночью,
   Звездной, черной ночью.
   Белое лицо твое струило свет,
   Русые волосы прогоняли тучи.
   Теперь твоей будет каждая ночь,
   Твоим будет звездный палантин,
   Твоей алмазная корона,
   Твоим, мое самое ценное сокровище.
Девушка, дрожа от страха, в ужасе протестует: «Синяя Борода, не надо...» Герцог надевает на нее расшитую драгоценными камнями мантию, возлагает ей на голову корону с тяжелыми украшениями ночи, молчания. Юдифь сгибается под ними и, опустив коронованную голову, уходит вслед за другими женщинами в седьмую дверь.
Седьмая дверь закрывается, и вот уже тьма опускается на замок.

Пришла ночь, ночь Юдифи, которая будет длиться вечно.

## Известные записи
- 1958 — дирижёр Ференц Фричай, Оркестр Берлинского радио, Deutsche Grammophon, Германия

Синяя борода — Дитрих Фишер-Дискау, Юдифь — Герта Тёппер; исполняется в редакции на немецком языке
- 1965 — дирижёр Иштван Кертес, Лондонский симфонический оркестр, Decca Records, Великобритания

Синяя борода — Вальтер Берри, Юдифь — Криста Людвиг
- 1976 — дирижёр Пьер Булез, Симфонический оркестр Би-би-си, Sony

Синяя борода — Зигмунд Нимсгерн, Юдифь — Татьяна Троянос
- 1981 — дирижёр Янош Ференчик, оркестр Венгерской государственной оперы, Hungaroton, Венгрия

Синяя борода — Евгений Нестеренко, Юдифь — Елена Образцова
- 1981 (видео) — дирижёр Георг Шолти, Лондонский филармонический оркестр (режиссёр — Миклош Синетар)

Синяя борода — Колош Ковач, Юдифь — Сильвия Шаш
- 1993 — дирижёр Пьер Булез, Чикагский симфонический оркестр, Deutsche Grammophon, США

Синяя борода — Ласло Полгар, Юдифь — Джесси Норман, Пролог — Николас Саймон
- 2021 — дирижёр Сусанна Мялкки, Хельсинкский филармонический оркестр

Синяя борода — Мика Карес, Юдифь — Сильвия Вёрёш, Пролог — Геза Сильваи